# پلانینیتسا (پیروت)
پلانینیتسا (به صربی: Planinica) یک منطقهٔ مسکونی در صربستان است که در پیروت واقع شده‌است. پلانینیتسا ۱۸ نفر جمعیت دارد.